# Kenmare
Kenmare (irl. An Néidín lub An Néiden) – miasto położone na południowym zachodzie Irlandii, w hrabstwie Kerry. W roku 2011 liczyło 2912 mieszkańców.

## Położenie
Nazwa Kenmare jest zanglizowaną formą iryjskiego Ceann Mhara – „Morska Głowa”. co nawiązuje do najdalszego w regionie punktu w głębi lądu dosięganego przez morze. Natomiast irlandzka nazwa miasta An Néidín oznacza Małe Gniazdo, podkreśla ona usytuowanie miejscowości w zatoce pomiędzy wzgórzami dwóch półwyspów: Iveragh i Beara.
Do zatoki uchodzi rzeka Roughty River An Ruachtach. Tradycyjna irlandzka nazwa zatoki Inbhear Scéine posiadająca celtycki źródłosłów została określona w XI wieku w Księdze Przechwyceń Irlandii jako miejsce przybycia mitycznego
irlandzkiego praprzodka – Partholóna.
W pobliżu znajduje się Pierścień Kerry (Ring of Kerry), Pierścień Beara (Ring of Beara), Park Narodowy Killarney (Killarney National Park) oraz najwyższa góra Irlandii – Carrantuohill (1039 m n.p.m.).
Pobliskie miasta i wioski to Ardgroom, Glengarriff, Kilgarvan, Killarney, i Sneem.

## Historia
Teren na którym leży Kenmare został przyznany angielskiemu naukowcowi Sir Williamowi Petty przez Oliver Cromwella jako częściowa zapłata za sporządzenie map Irlandii. Ten w 1670 założył tu nowoczesne miasto.
Ziemie te mogą poszczycić się dużo dłuższą historią sięgająca epoki brązu (2200–600 p.n.e.), świadczy o tym Stone Circle – kamienny krąg leżący w granicach miasta, jeden z największych jakie możemy znaleźć w Irlandii. Jest dziełem celtyckich druidów, ma 15 głazów w obwodzie oraz dolmen w środku.
W 1861 Siostra Mary Frances Cusack autorka oraz wydawca wielu książek zakłada konwent Klarysek od wieczystej Adoracji. Klasztor daje początek przemysłowi koronkarskiemu. Wkrótce koronki z Kenmare zyskują rzesze klientów.
W 2000 miasto otrzymało wyróżnienie jako najczystsze miasto w kraju.
W tutejszym kościele katolickim można znaleźć witraż Franz Mayer & Co.
Biblioteka znajdująca się w mieście należy do Carnegie libraries ufundowanych przez Andrew Carnegie'a. Otwarta w 1915 r. – architekt R.M. Butler.

## Turystyka
Sąsiedztwo sławnych irlandzkich szlaków Ring of Kerry i Ring of Beara, około 32 kilometry (20 mil) z Killarney, sprawia, że miasto jest często odwiedzane, co znajduje odzwierciedlenie w szerokiej bazie turystycznej. Lata '90 były czasem bumu budowlanego, grunty osiągnęły bardzo wysokie ceny, były chętnie nabywane przez developerów inwestujących w domy letnie. Spowodowało to znaczny wzrost populacji, szczególnie podczas szczytu sezonu turystycznego. Wśród niektórych mieszkańców pojawiła się opinia, że miasto jest zbyt rozbudowane i straciło w ten sposób część swojej tożsamości.

## Ludzie
W Kenmare pod koniec życia osiadł angielski kompozytor Ernest John Moeran. Tutejszy bar jest nazwany jego imieniem.
Z miasta pochodzą tacy sportowcy jak:
- piłkarz Gaelicki Mickey 'Ned' O’Sullivan,
- piłkarz Pat Spillane, dokładnie ze znajdującego się nieopodal Templenoe.
- gracz Kerry GAA Paul O’Connor
- olimpijski zawodnik slalomu narciarskiego Thos Foley.

Dyplomata Con Cremin oraz magnat budowlany Patrick Harrington również pochodzili z Kenmare.

## Handel
Z powodu lokalizacji przy centrum dużego rejonu rolniczego, Kenmare służy jako lokalne miasto targowe. Do czasu utworzenia w latach 90. hali targowej, co miesiąc na ulicach odbywał się targ gdzie rolnicy mogli sprzedawać zwierzęta. Pozostałością po tej tradycji jest targ w dniu 15 sierpnia, który zbiega się z katolickim świętem nakazanym Wniebowzięciem Najświętszej Maryi Panny. Przyciąga wielkie tłumy tutejszych mieszkańców i gości. Jest najpracowitszym dniem roku w Kenmare.

## Transport
Codzienne połączenia autobusowe z Killarney (jedna z tras (N71) wiedzie przez góry i malownicze Molls Gap i Ladies View) w sezonie letnim również z Cork.
Stacja kolejowa otwarta w 1893 została zamknięta w 1960.